# 다 아는 사람들이구먼
2018년 5월 23일 이명박 전 대통령이 서울중앙지방법원 법정에서 검사들을 보며 "다 아는 사람들이구먼"이라고 하였고 후에 인터넷에서 밈으로 발전하였다.

## 상세
2018년 3월 22일 이명박 전 대통령이 구속되고 5월 23일 서울중앙지방법원에 출석하였다. 좌석에 앉은 이명박은 반대편에 앉은 검사들을 보더니 대뜸 "다 아는 사람들이구먼"이라고 하였다.

## 밈
알고 있는 사람이나 특정 물체에 패러디로 많이 사용되는 편이다.